# Myelomniere
Die Myelomniere oder auch Cast-Nephropathie (cast: englisch für Zylinder) ist die klassische Form der Nierenschädigung bei Multiplem Myelom. Sie kommt durch einen toxischen Effekt der vom Multiplen Myelom gebildeten Proteine zustande.
In den Nierenkanälchen kann es in Gegenwart von Tamm-Horsfall-Protein zu Ausfällungen von Leichtketten in Form von Eiweißzylindern kommen. Diese Ausfällungen wirken direkt toxisch auf die Zellen der Nierenkanälchen und können zu einem raschen Verlust der Nierenfunktion und damit zum akuten Nierenversagen führen. Histologisch ist die Myelomniere charakterisiert durch das Vorkommen von Proteinzylindern im distalen Tubulus.
In ca. 40 % der Fälle ist ein akutes Nierenversagen die erste klinische Manifestation eines Multiplen Myeloms. Im Urin lässt sich bei Vorliegen einer Myelomniere eine Bence-Jones-Proteinurie nachweisen. Im Zweifelsfall kann die Diagnose mit Hilfe einer Nieren-Biopsie gesichert werden.
Es gibt insgesamt drei Manifestationsformen des Multiplen Myeloms an der Niere:
- Myelomniere: Histologie: Tubulusschaden durch Leichtketten. Klinik: tubuläre Dysfunktion, (GFR-Abfall, Niereninsuffizienz)
- Leichtketten-Nephropathie: Histologie: Glomerulusschaden. Klinik: glomeruläre Proteinurie, Bluthochdruck, Niereninsuffizienz
- AL-Amyloidose